# Kałynowe (rejon pokrowski)
Kałynowe (ukr. Калинове) – wieś na Ukrainie, w obwodzie donieckim, w rejonie pokrowskim, w hromadzie Nowohrodiwka. W 2001 liczyła 219 mieszkańców.